# Война (филм, 1960)
Вижте пояснителната страница за други значения на Война.
„Война“ (на сърбохърватски: Rat) е югославска научнофантастична драма на студио „Ядран филм“ (Jadran film), Загреб от 1960 година.
Действието се развива напред в бъдещето, в пост-апокалиптично общество, вследствие от ядрена война.

## В ролите
- Антун Връдоляк като Джон Джонсън
- Ева Кжижевска като Мария
- Янез Връховец като капитана
- Душан Почек като новобранеца
- Велимир Живоинович като офицера от инвазионната армия[1]

## Награди и номинации
- Награда Златна арена за най-добър режисьор на Велко Булаич от „Националния югославски кинофестивал“ в Пула през 1960 година.
- Награда Златна арена за най-добър актьор на Антун Връдоляк от „Националния югославски кинофестивал“ в Пула през 1960 година.
- Награда Златна арена за най-добра сценография на Душко Йеричевич от „Националния югославски кинофестивал“ в Пула през 1960 година.
- Номинация за Златен лъв за най-добър филм от Международния кинофестивал във Венеция, Италия през 1960 година.